# Piero Gros
Piero Gros nació el 30 de octubre de 1954 en Sauze d'Oulx (Italia), es un esquiador retirado que ganó 1 Medalla de Oro Olímpica (1 Medalla en total), 1 Campeonato del Mundo (3 Medallas en total), 1 General de la Copa del Mundo (y 1 Copa del Mundo en disciplina de Eslalon Gigante) y 12 victorias en la Copa del Mundo de Esquí Alpino (con un total de 35 podiums).
Su hijo, Giorgio Gros, que también es un esquiador que ha tomado parte en varias carreras de la Copa del Mundo.

## Biografía
Piero empezó muy pronto en el esquí, gracias a Aldo Monazi y Aldo Zulian. A la edad de 8 años él consiguió su primer pódium en una carrera local. Gros debutó en la Copa de esquí alpino en 1972. En esa temporada consiguió ganar dos carreras, en Val d'Isere y Madonna di Campiglio con tan solo 18 años. Fue el esquiador italiano más joven en conseguir una victoria en la Copa del Mundo. Dos años más tarde él ganó la competición, compartiendo el honor de haber ganado la Copa con su amigo y rival Gustav Thöni, y con Alberto Tomba. En 1974 ganó una medalla de bronce en el Slalom Gigante en la Copa del Mundo de esquí alpino celebrada en St. Moritz.
Su resultado más destacado fue la medalla de oro en el Slalom de las olimpiadas de invierno de 1976, detrás de él, obtuvo la medalla de plata su compatriota Thöni, en la carrera más exitosa para Italia. Para gros, la carrera fue muy importante ya que consiguió batir Ingemar Stenmark, que había dejado a Gros en el segundo puesto por seis veces en esa temporada.
También ha trabajado como comentarista deportiva para varias televisiones, incluida la RAI.

## Resultados

### Juegos Olímpicos de Invierno
- 1976 en Innsbruck, Austria
  - Eslalon: 1.º

### Campeonatos Mundiales
- 1974 en St. Moritz, Suiza
  - Eslalon Gigante: 3.º
- 1976 en Innsbruck, Austria
  - Eslalon: 1.º
- 1978 en Garmisch-Partenkirchen, Alemania
  - Eslalon: 2.º
  - Eslalon Gigante: 13.º
- 1982 en Schladming, Austria
  - Eslalon: 6.º

### Copa del Mundo

#### Clasificación general Copa del Mundo
- 1972-1973: 10.º
- 1973-1974: 1.º
- 1974-1975: 4.º
- 1975-1976: 2.º
- 1976-1977: 4.º
- 1977-1978: 8.º
- 1978-1979: 4.º
- 1979-1980: 29.º
- 1980-1981: 28.º
- 1981-1982: 50.º

#### Clasificación por disciplinas (Top-10)
- 1972-1973:
  - Eslalon Gigante: 4.º
  - Eslalon: 6.º
- 1973-1974:
  - Eslalon Gigante: 1.º
  - Eslalon: 4.º
- 1974-1975:
  - Eslalon Gigante: 2.º
  - Eslalon: 3.º
- 1975-1976:
  - Eslalon: 2.º
  - Eslalon Gigante: 3.º
  - Combinada: 6.º
- 1976-1977:
  - Eslalon: 4.º
  - Eslalon Gigante: 5.º
- 1977-1978:
  - Eslalon: 4.º
  - Eslalon Gigante: 9.º
- 1978-1979:
  - Eslalon Gigante: 6.º
  - Eslalon: 7.º
- 1980-1981:
  - Eslalon: 8.º

#### Victorias en la Copa del Mundo (12)

##### Eslalon Gigante (7)
| Fecha                   | Lugar                |
| ----------------------- | -------------------- |
| 8 de diciembre de 1972  | Val-d'Isère          |
| 7 de enero de 1974      | Berchtesgaden        |
| 13 de enero de 1974     | Morzine              |
| 9 de marzo de 1974      | Vysoke Tatry         |
| 5 de diciembre de 1974  | Val-d'Isère          |
| 18 de diciembre de 1974 | Madonna di Campiglio |
| 13 de enero de 1975     | Adelboden            |

##### Eslalon (5)
| Fecha                   | Lugar                  |
| ----------------------- | ---------------------- |
| 17 de diciembre de 1972 | Madonna di Campiglio   |
| 17 de diciembre de 1973 | Vipiteno               |
| 3 de marzo de 1974      | Voss                   |
| 6 de enero de 1975      | Garmisch-Partenkirchen |
| 19 de enero de 1975     | Kitzbühel              |